# Achramorpha
Achramorpha is een geslacht van sponsdieren uit de klasse van de Calcarea (kalksponzen).

## Soorten
- Achramorpha diomediae Hozawa, 1918
- Achramorpha glacialis Jenkin, 1908
- Achramorpha grandinis Jenkin, 1908
- Achramorpha nivalis Jenkin, 1908
- Achramorpha truncata (Topsent, 1908)